# جاي ريتشارد كلارك
جاي ريتشارد كلارك (بالإنجليزية: J. Richard Clarke)‏ هو قسيس أمريكي، ولد في 4 أبريل 1927 في ريكسبورغ في الولايات المتحدة.